# 大名領国制
大名領国制（だいみょうりょうごくせい）とは、中世日本における守護大名・戦国大名による領国支配体制を指す。近世の藩体制については大名領国制の延長上（近世大名領国制）にあるものの幕藩体制の一部として別個のものとして扱われているものとみるか、大名領国制の否定の上に成立した新たな体制とみるかで見解が分かれる。更に守護大名の体制を大名領国制の前段階の守護領国制として捉え、大名領国制を戦国大名による領国統治体制に限定する見解もある。

## 概要
戦後、佐藤進一や永原慶二らによって大名領国制の理論形成が図られたが、歴史学者間でもその定義に関しては様々な見解がある。
大名とは本来は単一の名を支配する名主を小名と呼んだのに対して、こうした複数の小名を従えた非地域的な名主を指した。彼らは権門の中でも弱小なそれに過ぎず、中には鎌倉幕府によって守護・地頭に任じられる者もあったが、大犯三箇条の行使などその権限は限定的なものであった。
室町幕府のもとで守護は南北朝の内乱による危機克服の名目のもとに、闕所処分・半済執行・段銭収取の権限を獲得して国衙機構及びその権限を接収し、更には国内の小名・大名の後身である国人を被官化して、その地域（一国）唯一の大名としての地位を形成した。この時期の大名領国制を特に守護領国制と呼ばれるが、この体制を大名領国制の初期の形態と見るか、大名領国制が成立する以前の段階の体制と見るかで意見が分かれている。これは守護大名の権力はあくまでも室町幕府の権威の存在を前提にしており、大名自らに由来する権威に基づく支配ではないこと、国内には守護大名から自立した荘園及び国人の存在が見られ、その地域（一国）唯一の大名としての地位を確立したとまでは言えないという考えに由来している。
守護大名の中には応仁の乱あるいは明応の政変以後に室町幕府に依存した領国支配を改めて、知行制による国人領主の家臣化と土地・人民支配の一元化を実現させて戦国大名となった大名も存在したが、大名家の有力な分家や国内の有力国人領主による下克上による守護権力の排除と領国支配の確立を行って戦国大名化したものも少なからずおり、また守護大名は原則として令制国単位で任命されていた（複数国や半国単位の例外も有したが）のに対して、戦国大名の領国は既存の行政区域に限定される性格のものではなかった。
彼らは諸領内に自らの軍事力と裁判権に裏打ちされた独自の領地高権を確立して、その保障（安堵）があってはじめて土地の所有と支配が認められることとなり、それを維持するためには土地の所有・支配者は戦国大名の家臣となるしかなかった。そもそも、この時期には有力農民の領主化や国人の階層分化、庶子・譜代家臣の自立の動きなど、既存の権力では十分に対応できない事態も生じるようになった。こうした中で守護大名などの既存の支配者と上昇を目指す新興の支配者との政治抗争・軍事衝突が頻発し、その勝者が領地高権を有した戦国大名としての地位を確保したのである。
戦国大名は検地の実施と分国法の制定、軍役の確立を通じて独自の支配体制を強化して家臣・人民を支配し、更に領国支配の安定化のために周囲に更なる土地を求めるようになった。かくして全国の戦国大名が各地で衝突し、弱小大名は領国支配から排除されるか家臣として編入されるようになり、有力な大名ばかりが残るようになっていった。
そうした中で全国規模に適用される（事によっては海外とも対峙可能な）領地高権を有した支配者、すなわち天下人の登場が求められるようになり、「天下布武」を掲げた織田政権、続いて「惣無事」を掲げた豊臣政権によって全国統一が進められ、次いで「元和偃武」を実現させた徳川政権（江戸幕府）が成立することになる。江戸幕府の元でも各地の藩を統治した大名たちは独自の藩法と一定の完結性を持った経済圏の形成によって一定範囲内での独自の領内支配が認められていたが、これを大名領国制の延長とみるか、それとも封建的な主従関係を有した地方官僚による統治に過ぎないと捉えるか意見が分かれる。